# Poblado íbero de la Torre dels Encantats

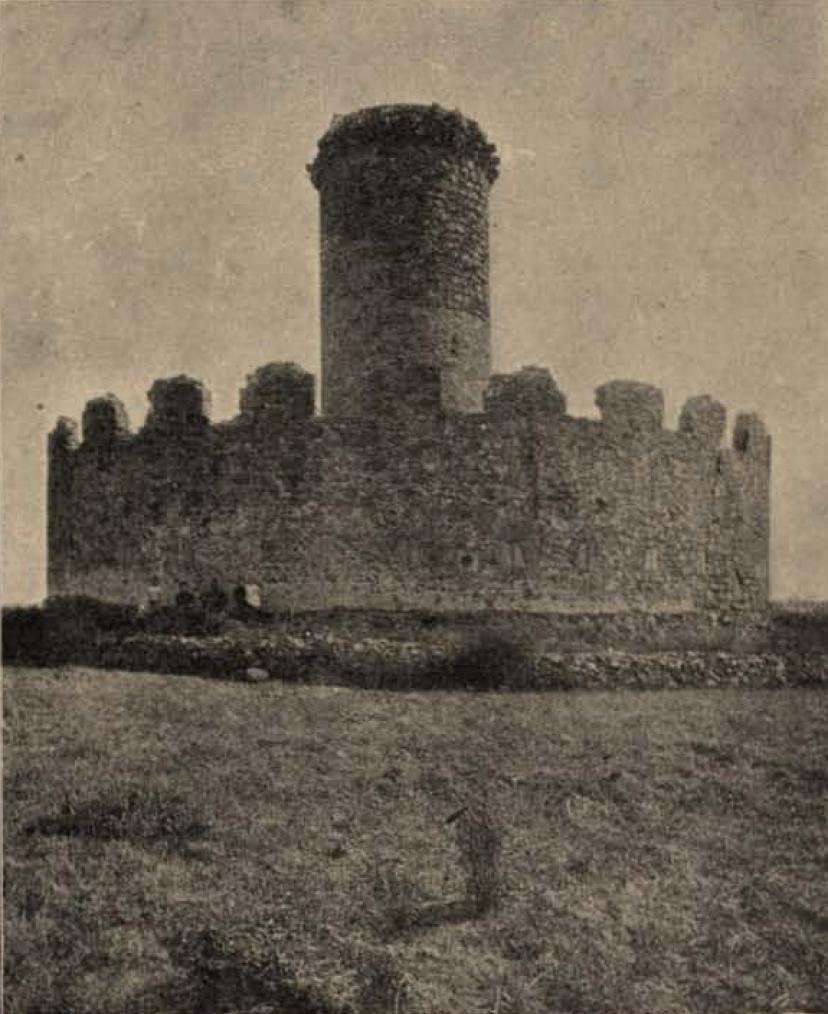
La torre tal y como aparece en "Geografia General de Catalunya" hacia 1910

El poblado íbero de la Torre dels Encantats es un yacimiento arqueológico íbero situado entre los municipios de Arenys de Mar (provincia de Barcelona). El término al que pertenece y por proximidad el de Caldetas, enclavado en lan la colina de Puig Castellar, fue habitado por la tribu íbera de los layetanos.
Su descubrimiento tuvo lugar en 1881 por el historiador Joaquim Salarich i Verdaguer, quien en un principio creyó que se trataba de los restos de una ciudad romana, encontrando en sus excavaciones cinco silos alrededor de la «Torre dels Encantats», una fortaleza datada del siglo XIII.
Fue a partir de 1930 cuando en las siguientes  excavaciones realizadas bajo la dirección de Josep Maria Pons i Guri, se decantaron por la existencia de un poblado íbero. Durante la guerra civil española de 1936, parte de las piedras que formaban el poblado fueron utilizadas para la construcción de baterías costeras. 
En diferentes campañas arqueológicas a partir de 1950, efectuadas en diversos sectores de la zona, se encontraron: silos (uno de ellos de tres metros de diámetro), habitaciones, una fundición de hierro, así como una gran cantidad de materiales, que han permitido datar el poblado del siglo V a. C. a mediados del siglo I a. C. Las piezas de cerámica se componen de vasijas hechas a mano y en torno de la tipología de la cultura de los Campos de Urnas. También se han encontrado más de una cuarentena de pondus o pesos de cerámica de forma cuadrangular para su uso en telares verticales y conseguir la tensión de los hilos del tejido, así como diversas fusayolas también de barro.